# Cementiranje čelika
Cementiranje čelika je postupak toplinske obrade koji se sastoji od pougljičenja, kaljenja i niskotemperaturnog popuštanja. Cilj je ostvarivanje tvrdoće na površinskim slojevima (otpornost na trošenje) i zadržavanje žilavosti u jezgri (otpornost na udarna opterećenja).
Izvori ugljika mogu biti čvrsti (drveni ugljen s dodatkom aktivatora, npr. BaCO3), solne kupelji, plinovi, ionizirani plinovi itd. Pougljičavanje je u solnim kupeljima i plinovima kraće nego u čvrstim sredstvima. Temperature su pougljičavanja od 870 ºC do 930 °C, najčešće 927 °C. Udio ugljika na površini i dubina pougljičavanja ovise o temperaturi i trajanju pougljičavanja, te o sastavu sredstava za pougljičavanje.
Najveći učin ima cementacija kod ugljičnih i niskolegiranih čelika za cementiranje, s udjelom ugljika od 0,1 do 0,25%, te koji sadrže jedan ili više legirnih elemenata: mangan, krom, molibden i nikal. Površine čelika se obogaćuju ugljikom približno od 0,6 do 1,0%, najčešće od 0,7% do 0,8%. Dubine su pougljičenog površinskog sloja obično 0,5 do 2 mm, najčešće oko 1,0 mm. O tim svojstvima ovise uporabna svojstva površinskog sloja.
Toplinskom se obradom nakon pougljičenja popravljaju štetne promjene u čeliku nastale zbog dugotrajnog držanja na visokoj temperaturi i iskorišćuje relativno visok udio ugljika u površini. Toplinska se obrada sastoji od više koraka i prilagođena je sastavu čelika na površini i u jezgri. Završna je toplinska obrada zapravo popuštanje čelika pri temperaturi ispod 200 ºC (180 °C), radi smanjenja unutarnjih naprezanja od kaljenja. Čelici za cementiranje nisu otporni prema popuštanju, zato se ne popuštaju niti koriste pri temperaturama iznad 200 °C, ako se žele zadržati postignuta svojstva otvrdnuća površine. Nakon cementacije dijelovi se obično bruse, pa zato debljine cementiranog sloja trebaju biti deblje.
Cementacija bakra je taloženje bakra iz njegovih otopina kad im se dodaju željezne strugotine.

### Čelici za cementaciju
Čelici za cementaciju predstavljaju konstrukcijske čelike kojima se nakon obrade odvajanjem čestica pougljičava rubni sloj. Nakon pougljičavanja rubnog sloja provodi se kaljenje kako bi se postigla visoka otpornost na trošenje rubnih slojeva, te povišena žilavost nepougljičene jezgre. Čelici za cementaciju uglavnom sadrže 0,1 - 0,2% ugljika prije pougljičavanja, a mogu biti ili nelegirani ili niskolegirani. Nakon pougljičenja rubni sloj sadrži 0,8 - 0,9% ugljika, te se zakaljivanjem postiže tvrdoća 61 - 64 HRC.
Budući da niskougljični čelici s 0,1 - 0,2% ugljika nisu skloni povišenju tvrdoće kaljenjem (tek čelici s 0,25% C), potrebno im je radi zakaljivanja i povećanja otpornosti na abrazijsko trošenje povisiti sadržaj ugljika u rubnim slojevima (0,8 - 0,9% C). Povišenje sadržaja ugljika postiže se postupkom pougljičavanja (npr. granulat, solna kupka, plin). Ugljikom obogaćeni rub postaje zakaljiv, tj. gašenjem s odgovarajuće temperature austenitizacije postaje sklon poprimanju mikrostrukture visokougljičnog martenzita otpornog na trošenje. U području toplinske obradbe čelika postupak pougljičavanja i kaljenja pogljičenog sloja naziva se cementacija.
Nakon cementacije pougljičena jezgra ostaje feritno-perlitna ako proizvod nije prokaljen, tj. nastaje niskougljični martenzit u slučaju prokaljivanja. Obje navedene mikrostrukture karakterizira visoka udarna radnja loma, pa je konačni proizvod otporan na trošenje s znatnim iznosom žilavosti. Nakon cementacije površinski slojevi sadrže visokougljični martenzit.